# Thiên văn học lý thuyết
Thiên văn học lý thuyết là việc sử dụng các hình mẫu phân tích vật lý và hóa học để mô tả các đối tượng thiên văn và hiện tượng thiên văn.
Almagest, tác phẩm của Ptolemy, mặc dù là một tác phẩm tuyệt vời về thiên văn học lý thuyết kết hợp với một cuốn cẩm nang thực tiễn để tính toán, nhưng vẫn bao gồm nhiều thỏa hiệp để điều hoà các quan sát trái ngược nhau. Thiên văn học lý thuyết thường được cho là đã bắt đầu với Johannes Kepler (1571-1630), và những định luật của Kepler. Nó là tương đương với quan sát. Lịch sử thiên văn nói chung liên quan đến lịch sử của thiên văn học lý thuyết và mô tả của hệ Mặt Trời, từ cuối thế kỷ XVI đến cuối thế kỷ XIX. Các loại tác phẩm chính về lịch sử của thiên văn học hiện đại bao gồm lịch sử nói chung, lịch sử quốc gia và thể chế, dụng cụ, thiên văn học mô tả, thiên văn học lý thuyết, thiên văn học vị trí, và vật lý thiên văn. Thiên văn học sớm áp dụng các kỹ thuật tính toán để xây dựng khung của việc hình thành sao, thiên hà và cơ học thiên thể. Từ quan điểm của thiên văn học lý thuyết, không những các mô hình trên phải có biểu thức toán học chính xác hợp lý mà chúng còn phải tồn tại ở dạng có thể thích ứng để sau đó có thể phân tích toán học và áp dụng trong các vấn đề cụ thể. Hầu hết thiên văn học lý thuyết sử dụng lý thuyết Newton của lực hấp dẫn, cho rằng các hiệu ứng của thuyết tương đối rộng là yếu cho hầu hết các thiên thể. Thực tế rõ ràng là thiên văn học lý thuyết không thể (và không cố gắng) dự đoán vị trí, kích thước và nhiệt độ của mỗi ngôi sao trên bầu trời. Thiên văn học lý thuyết nói chung chỉ tập trung vào việc phân tích những chuyển động có vẻ là phức tạp nhưng tuần hoàn của các thiên thể trên bầu trời.

## Tích hợp thiên văn học và vật lý học
"Trái ngược với niềm tin thường được các nhà vật lý trong phòng thí nghiệm công nhận, thiên văn học đã góp phần tăng trưởng sự hiểu biết của chúng ta về vật lý." Vật lý đã giúp trong việc làm sáng tỏ các hiện tượng thiên văn, và thiên văn học đã giúp trong việc làm sáng tỏ các hiện tượng vật lý:
1. việc khám phá ra luật hấp dẫn đến từ những thông tin được cung cấp bởi sự chuyển động của Mặt Trăng và các hành tinh,
2. khả năng tồn tại của phản ứng nhiệt hạch hạt nhân đã thấy trong Mặt Trời và sao nhưng chưa được tái tạo trên Trái Đất dưới dạng phản ứng được kiểm soát.